# 1340 w literaturze
Wydarzenia literackie w 1340 roku.

## Urodzili się
- Eustache Deschamps, francuski poeta (zm. 1406)